# Uries l'hitita

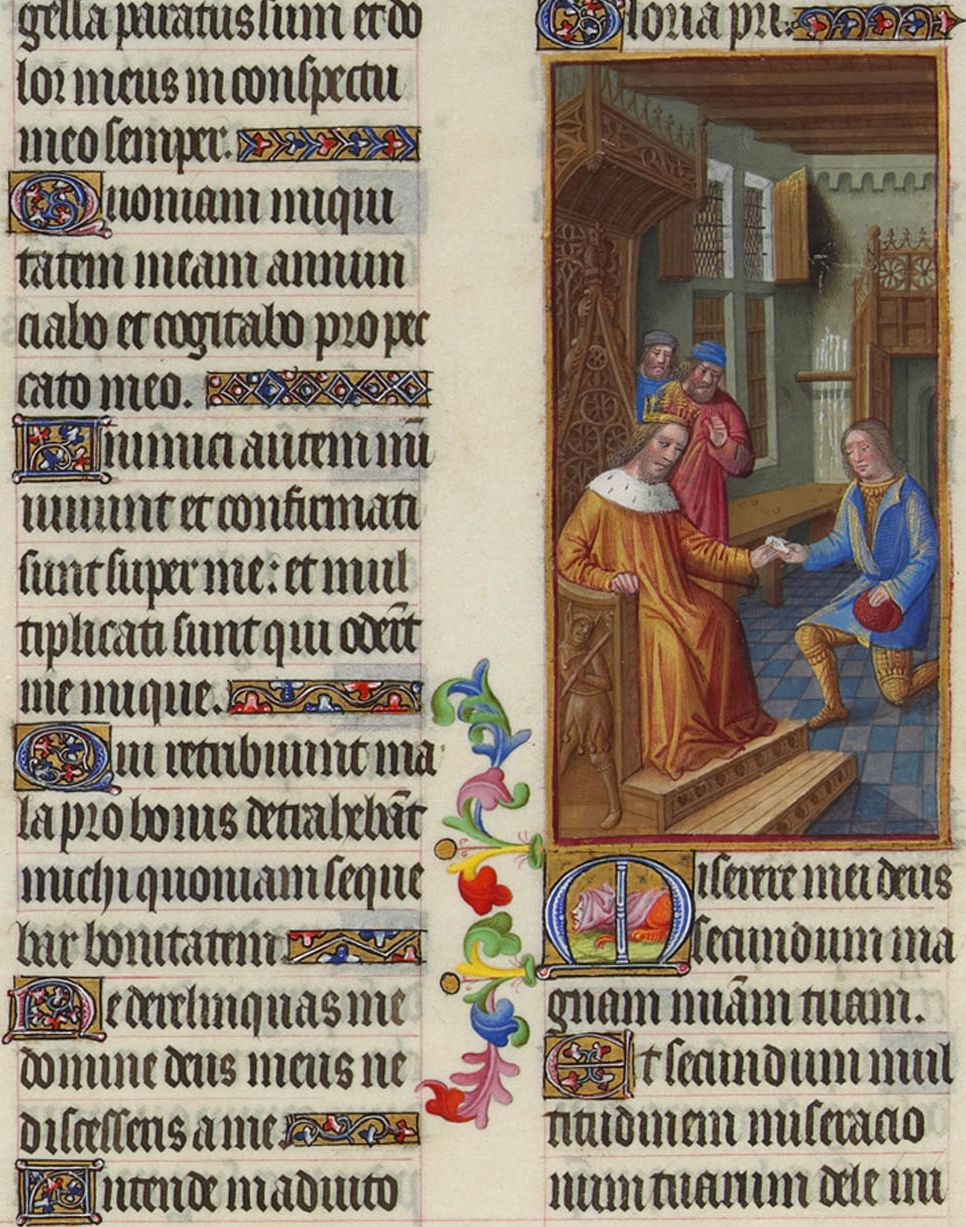
El rei David amb el seu soldat Uries, manuscrit del

Uries l'hitita és un personatge de l'Antic Testament, que apareix al segon llibre de Samuel. Uries, apodat l'hitita, va ser un soldat de l'exèrcit del rei David, en particular un dels anomenats herois de David. Pertanyia al poble hitita, en una època en la qual aquest era una minoria ètnica a l'actual Palestina i Jordània.
David es va enamorar de Betsabé, dona d'Uries, quan des del terrat del palau, va veure-la banyant-se al pati de casa seva. El rei David va seduir l'esposa d'Uries, la va deixar prenyada i després va ordenar els altres soldats que s'apartessin d'Uries a la batalla perquè l'enemic el matés. Poc després David i Betsabé es van casar.
El profeta Natan va reprendre durament David per haver fet això, i va predir que el fill de Betsabé i David moriria, com efectivament va ser així set dies després del part. Més tard, David tindria un altre fill amb Betsabé, el futur rei Salomó, últim de la seva dinastia.

## La paràbola de l'home ric i l'home pobre

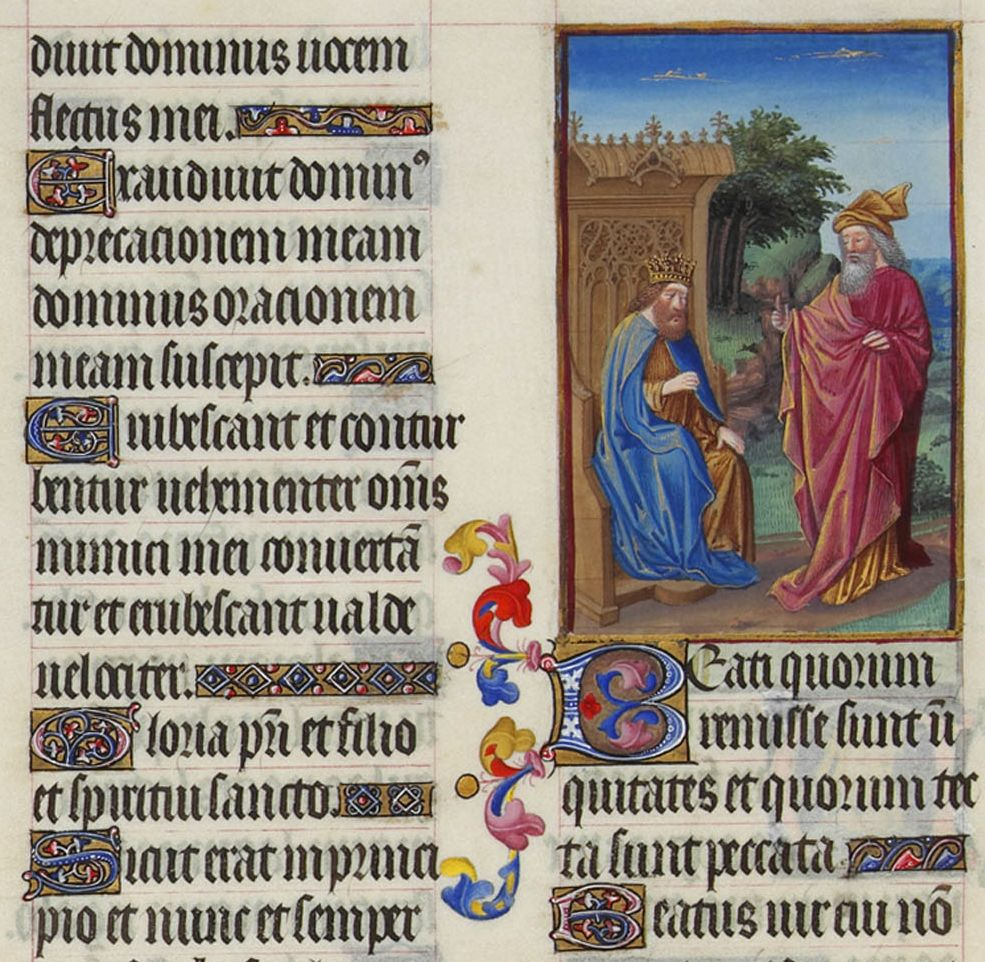
El profeta Natan repren el rei David pel mal que ha fet a Uries.

En retreure al rei David el seu comportament envers Uries i, abans de fer-li saber que el fill que esperava moriria, Natan li va explicar una paràbola d'un home ric i d'un home pobre per fer-li entendre el mal que havia fet.
La paràbola parla de dos homes, un home ric i un home pobre, el ric tenia moltes ovelles mentre que el pobre només en tenia una, a la que s'estimava molt. Al lloc on vivien va arribar un dia un viatger, que va visitar l'home ric per demanar-li si li podia oferir alguna cosa per menjar, i l'home ric li va dir que sí, va prendre l'ovella de l'home pobre i la va fer cuinar per a oferir-la al viatger.
En sentit això, el rei David va saltar: "Qui ha fet això mereix la mort! Li faré pagar quatre vegades el preu de l'ovella!" i el profeta Natan li va haver d'explicar que era de David de qui parlava: "Tu ets aquest home! Vaig donar-te el palau del teu amo i vaig posar moltes dones als teus braços. I tu vas matar Uries per apoderar-te de la seva esposa!"